# Chip Select
Als Chip Select (CS) oder Output Enable (OE) wird in der Digitaltechnik ein binäres Signal an einem integrierten Schaltkreis bezeichnet, mit dem man die Funktion eines solchen Schaltkreises ganz oder teilweise an- bzw. abschalten kann. Der Chip Select wird meist als einzelner Pin (digitaler Eingang) realisiert, der an eine Steuerleitung angeschlossen wird.
Dies wird zum Beispiel gebraucht, um aus mehreren Speicherbausteinen einen größeren zusammenhängenden Gesamtspeicher mit fortlaufenden Adressen zu konstruieren. Hierbei werden Busleitungen parallel an mehrere Speicherbausteine gelegt und mit dem Chip Select-Signal nur ein bestimmter Baustein ausgewählt, mit dem gearbeitet werden soll. Alle restlichen Bausteine am selben Bus sind zu diesem (sehr kurzen) Zeitraum inaktiv, ihre Busleitungen sind dazu intern hochohmig geschaltet.
Häufig sind Chip Select-Eingänge "Low-Aktiv", das heißt, der Baustein wird nicht mit einem hohen Pegel "H", sondern mit einem niedrigen Pegel "L" aktiviert.